# イマーム広場

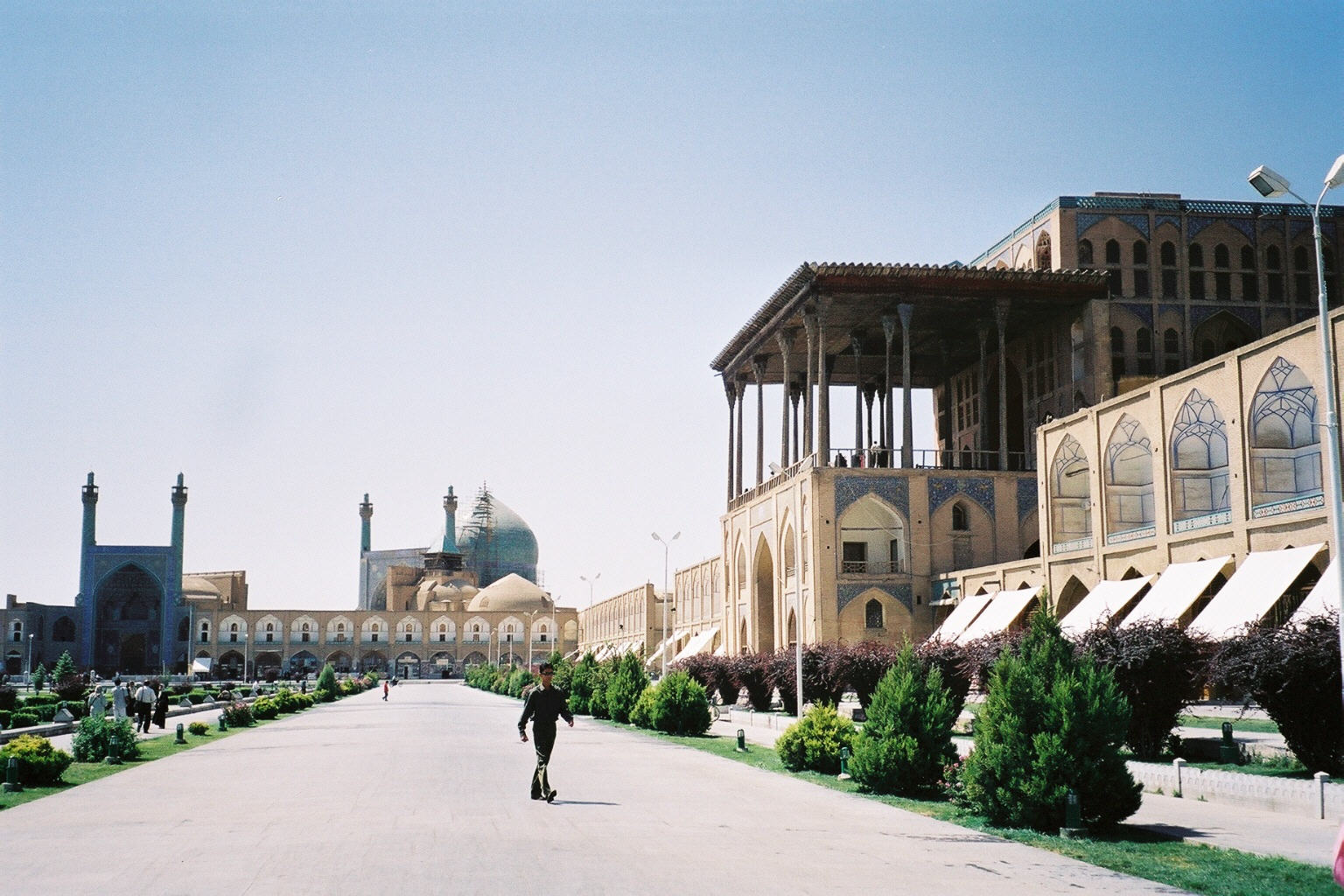
右にアリ・カプ宮殿
奥にイマーム・モスク

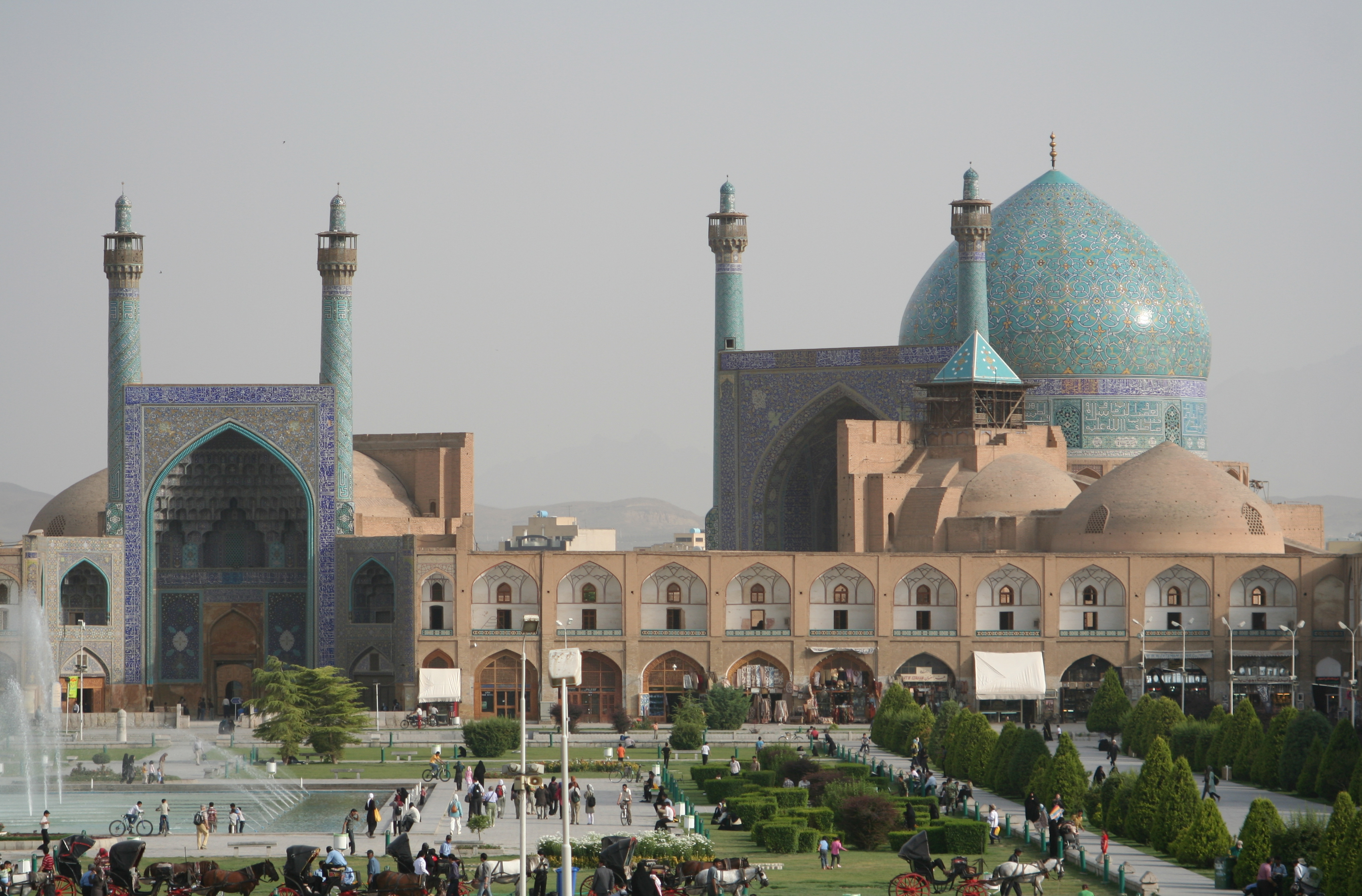
イマーム・モスク

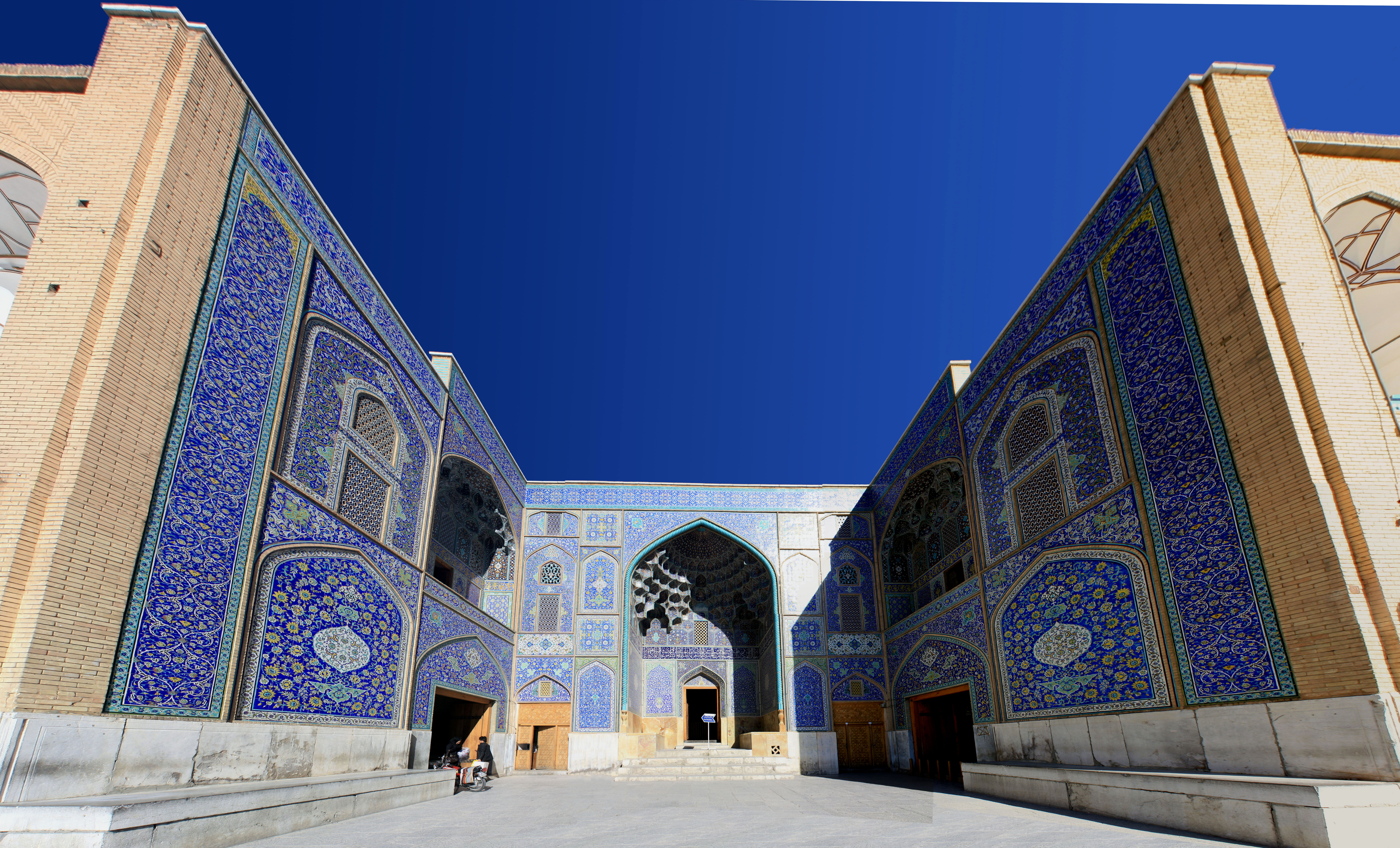
シェイフ・ロトフォッラー・モスク

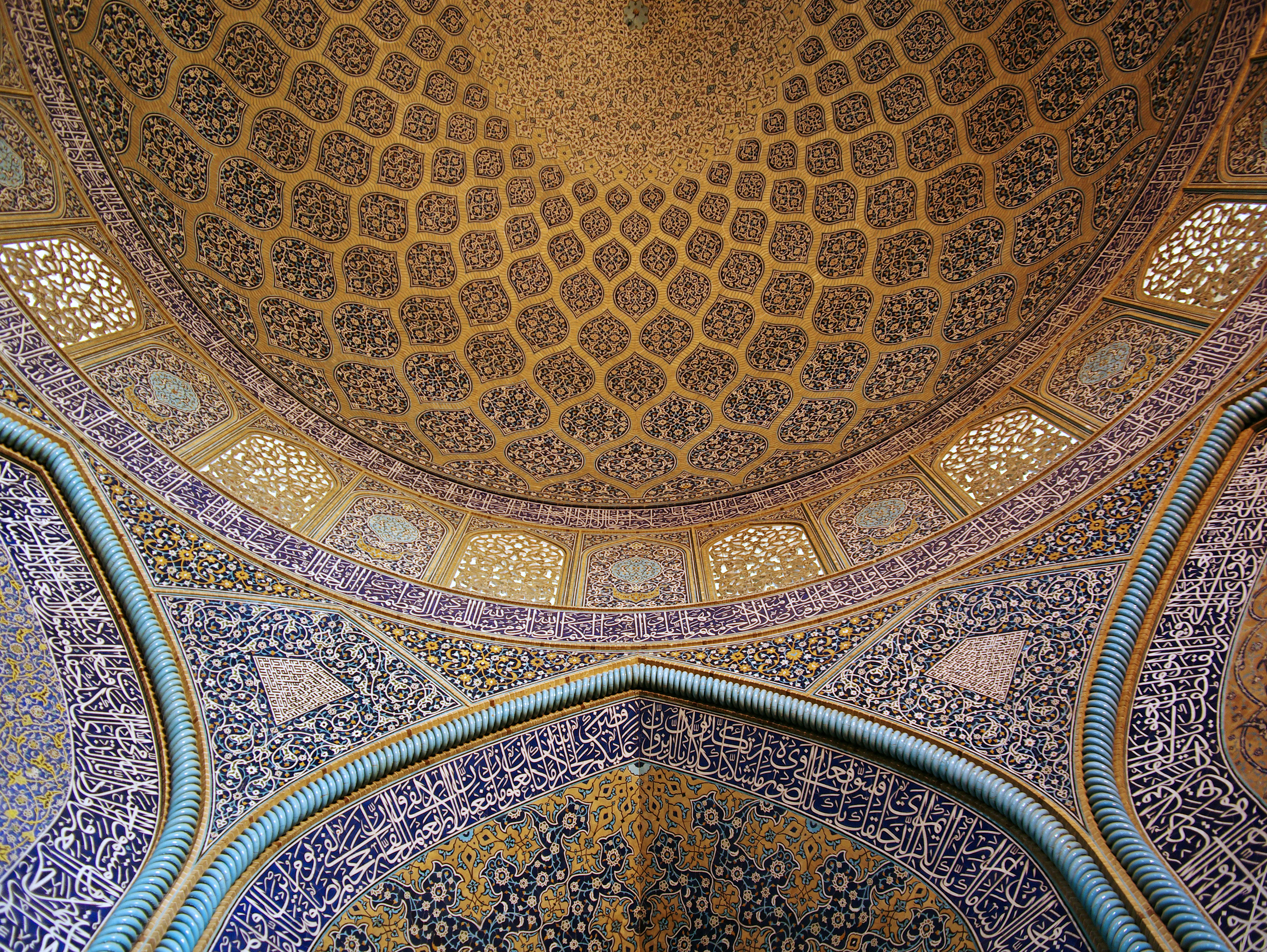
シェイフ・ロトフォッラー・モスク
内部の装飾

イマーム広場（イマームひろば）は、イランのエスファハーンにある広場。
まわりを青を基調とした精密なアラベスク模様のタイルで覆われた荘厳なモスクや宮殿によって囲まれていることから、かつては「ここには世界の半分がある」とも言われた。
ユネスコの世界遺産に登録されている。

## 歴史
このイマーム広場は、かつて「メイダーネ・シャー ميدان شاه Meydān-e Shāh 」(王の広場)と呼ばれ、正式名称は「メイダーネ・ナクシェ・ジャハーン میدان نقش جهان Meydān-e naqsh-e jahān」(世界の肖像の広場)である。1598年、首都をイスファハンへ移したサファヴィー朝のシャー・アッバース1世は、大規模な都市計画にもとづいて新しい市街を旧市街の西南方に建設しはじめた。その中核となったのが、広場である。この広場は南北512m、東西159mという広大な長方形で、周囲を整然たる2層のアーケードで取り囲み、四辺にそれぞれ1件ずつモニュメンタルな建築が配置されている。
まず、南辺中央には大寺院イマーム・モスクのイーワーン状の門が位置する。このモスクは、イランの近世イスラーム建築を代表する傑作として名高く、チャハール・イーワーン形式（四イーワーン形式）をとっている。東の小寺院シェイフ・ロトフォッラー・モスクは、王族のための専用礼拝堂であった。規模こそ小さいが、壁面やドームを覆う彩色タイルのアラベスクが格別に美しく、サファヴィー朝建築の白眉といえる。北にはバザールの門ダールワーザ・イ・カイセリーヤ、西には王宮の門、アリ・カプ宮殿が位置する。この広場は、16世紀末から少なくとも2段階の整備、改築過程を経て、1617年頃までに現在見られるような姿が完成した。特に、19世紀後半以降大規模な改変を被ったが、今日も基本的な構造は創建当時の姿をとどめている。1960年代には、イタリア中東研究所による「イマーム広場」周辺の修復工事が開始され、それに伴う考古学的発掘成果が次々と発表された。
現在、広場は池などを設けて公園化されているが、本来は一面砂敷きの平坦なグランドで、各種の儀式や競技がここで催された。また、広場を囲む長大なアーケードは、上下2層のうち下層だけが店舗として活用され、アーチ1単位ごとに区分し、商人や手工業者に貸与されていた。現在は数多くのクラフトショップが並んで、バザールとともにショッピングのメッカとなっている。モスクのドームや壁面のタイルのアラベスクは、イラン芸術の最高美と賞賛されている。

## 世界遺産

### 登録基準
この世界遺産は世界遺産登録基準のうち、以下の条件を満たし、登録された（以下の基準は世界遺産センター公表の登録基準からの翻訳、引用である）。
- (1) 人類の創造的才能を表現する傑作。
- (5) ある文化（または複数の文化）を代表する伝統的集落、あるいは陸上ないし海上利用の際立った例。もしくは特に不可逆的な変化の中で存続が危ぶまれている人と環境の関わりあいの際立った例。
- (6) 顕著で普遍的な意義を有する出来事、現存する伝統、思想、信仰または芸術的、文学的作品と直接にまたは明白に関連するもの（この基準は他の基準と組み合わせて用いるのが望ましいと世界遺産委員会は考えている）。